# Invasione della Cecoslovacchia da parte del Patto di Varsavia
L'invasione della Cecoslovacchia da parte del Patto di Varsavia (nome in codice Operazione Danubio; in russo Операция «Дунай»?, operacija «Dunaj») fu l'operazione militare congiunta volta all'occupazione del territorio della Cecoslovacchia da parte di cinque Stati membri del Patto di Varsavia, ossia: Unione Sovietica, Polonia, Bulgaria e Ungheria; invasione posta in essere nella notte tra il 20 e il 21 agosto 1968.
La Romania di Ceaușescu e l'Albania di Hoxha si rifiutarono di prendere parte all'operazione, mentre le forze della Germania Est (RDT), fatta eccezione per un piccolo numero di specialisti, non parteciparono all'invasione vera e propria perché poche ore prima dell'operazione militare, dall'URSS arrivò l'ordine di non attraversare il confine cecoslovacco.
Nella fase iniziale furono circa 250 000 le truppe del Patto a violare i confini della Cecoslovacchia, aumentando via via fino a raggiungere il numero di 500 000 nella sua fase finale. 137 civili cecoslovacchi persero la vita e 500 furono gravemente feriti durante l'occupazione.
L'invasione riuscì nel suo scopo di fermare il processo di liberalizzazione avanzato da Alexander Dubček con la Primavera di Praga e rafforzò la supremazia dell'ala autoritaria all'interno del Partito Comunista di Cecoslovacchia (KSČ). Durante questo periodo, la politica estera dell'Unione Sovietica e dei suoi Stati satelliti seguiva le linee dettate dalla cosiddetta dottrina Brežnev.

## Contesto

### Governo di Novotný
Il processo di destalinizzazione in Cecoslovacchia era stato avviato sotto il governo di Antonín Novotný tra la fine degli anni cinquanta e i primi anni sessanta, ma progrediva in modo più lento rispetto a quanto avveniva negli altri paesi del blocco orientale. Seguendo l'esempio di Nikita Sergeevič Chruščëv, Novotný proclamò il completamento della fase socialista e, con la nuova costituzione del 1960, il paese adottò il nome di "Repubblica Socialista Cecoslovacca". Tuttavia, la destalinizzazione continuò ad andare a rilento: la riabilitazione delle vittime dell'era stalinista, come quelle condannate nei processi di Slánský, era stata presa in considerazione già nel 1963, ma non ebbe luogo fino al 1967.
All'inizio degli anni sessanta, la Cecoslovacchia subì una recessione economica e l'applicazione del modello sovietico dell'industrializzazione non ebbe i risultati sperati: prima della seconda guerra mondiale, la RSC era già un paese industrializzato ma il modello sovietico teneva conto principalmente delle economie meno sviluppate. Il tentativo di Novotný di ristrutturare l'economia con il Nuovo modello economico del 1965, stimolò anche la crescente domanda di riforme politiche.

### Congresso degli scrittori del 1967
Mentre il regime comunista alleggeriva le proprie regole, l'Unione degli scrittori cecoslovacchi iniziò cautamente a manifestare il proprio malcontento, e nella loro gazzetta Literární noviny, i membri affermarono che la letteratura avrebbe dovuto essere indipendente dalla dottrina del partito. Qualche mese dopo, durante una riunione del KSČ, fu deciso che sarebbero state intraprese azioni amministrative contro gli scrittori che esprimevano apertamente il sostegno alla riforma avanzata dall'Unione. Poiché solo una piccola parte del sindacato sosteneva queste convinzioni, i membri rimanenti furono chiamati a disciplinare i loro colleghi. Il controllo sul Literární noviny e su molte altre case editrici fu trasferito al Ministero della Cultura e persino i membri del partito che in seguito diventarono importanti riformatori - incluso Dubček - approvarono queste mosse.

### Ascesa di Dubček
La primavera di Praga fu un periodo di liberalizzazione politica nella Cecoslovacchia socialista dopo la seconda guerra mondiale. Cominciò il 5 gennaio 1968, quando il riformista Alexander Dubček fu eletto Primo Segretario del Partito Comunista di Cecoslovacchia (KSČ).
Le riforme della primavera di Praga furono un importante tentativo di Dubček di concedere ulteriori diritti ai cittadini della Cecoslovacchia in un atto di decentramento parziale dell'economia e di democratizzazione. Le libertà concesse includevano un allentamento delle restrizioni sulla stampa, la parola e i viaggi. Dopo la discussione nazionale sulla divisione del paese in una federazione di tre repubbliche, Boemia, Moravia-Slesia e Slovacchia, Dubček decise di dividere il paese nella Repubblica Socialista Ceca e nella Repubblica Socialista Slovacca.

### Posizione di Brežnev

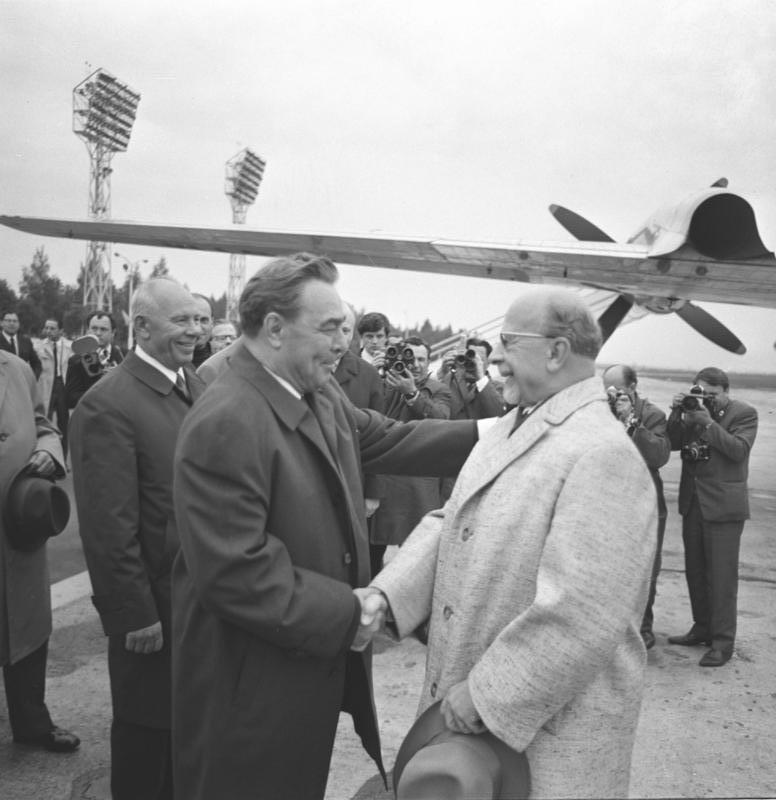
Brežnev, Nikolai Podgorny e il leader della RDT Walter Ulbricht a Mosca.

Il Segretario del PCUS Leonid Brežnev e i governi dei paesi del Patto di Varsavia iniziarono a temere che le liberalizzazioni in atto in Cecoslovacchia, tra cui la fine della censura e la sorveglianza politica da parte della polizia segreta, potessero diventare dannose per i loro interessi. La Cecoslovacchia avrebbe potuto infatti separarsi dal blocco orientale e danneggiare la posizione dell'Unione Sovietica in una possibile guerra con le potenze della NATO, non potendo più attingere alla base industriale cecoslovacca. I leader cecoslovacchi non avevano alcuna intenzione di abbandonare il Patto di Varsavia, ma il governo sovietico mise in dubbio le effettive intenzioni di Praga.
Tra le altre paure vi era la diffusione della liberalizzazione e dei disordini in altri stati dell'Europa orientale. I paesi del Patto di Varsavia temevano che se le riforme della primavera di Praga fossero state incontrollate, quegli ideali avrebbero potuto diffondersi in Polonia e nella Germania orientale, rovesciando lo status quo. All'interno dell'URSS, il nazionalismo nella RSS Estone, Lettone, Lituana e Ucraina rappresentava un importante problema interno e il governo temeva che gli eventi di Praga avrebbero potuto intensificare i sentimenti nazionalisti di suddette repubbliche.
Secondo i documenti degli archivi ucraini compilati da Mark Kramer, il presidente del KGB Jurij Andropov e i leader ucraini Pëtr Šelest e Nikolaj Podgornyj furono i principali sostenitori dell'intervento militare. Secondo altre versioni, l'iniziativa per l'invasione venne originariamente dalla Polonia, in quanto il politico polacco Władysław Gomułka e in seguito il suo collaboratore, leader della Germania Est, Walter Ulbricht, fecero pressioni su Breznev per accordarsi sulla Lettera di Varsavia e sul conseguente coinvolgimento militare. Gomułka accusò Brežnev di essere cieco e di guardare la situazione in Cecoslovacchia con troppa emozione. Ulbricht, a sua volta, insistette sulla necessità di attuare un'azione militare in Cecoslovacchia mentre Breznev dubitava ancora. Secondo il politico sovietico Konstantin Katušev, "i nostri alleati erano ancora più preoccupati di quanto non stessimo facendo a Praga. Gomułka, Ulbricht, Živkov, persino Kádár, hanno valutato la primavera di Praga in modo molto negativo".
Inoltre, parte della Cecoslovacchia confinava con l'Austria e la Germania Ovest, che si trovavano dall'altra parte della cortina di ferro. Ciò significava che agenti stranieri avrebbero potuto penetrare facilmente in Cecoslovacchia ed in qualsiasi membro del blocco comunista e che i disertori potessero fuggire in Occidente. L'ultima preoccupazione emerse direttamente dalla mancanza di censura: gli scrittori i cui lavori erano stati censurati in Unione Sovietica potevano semplicemente pubblicare le proprie opere a Praga o Bratislava.

### Posizione degli Stati Uniti e della NATO
Gli Stati Uniti d'America e la NATO preferirono non intervenire sull'evolversi della situazione in Cecoslovacchia. Mentre l'Unione Sovietica temeva di perdere un alleato nel blocco orientale, gli USA non avevano assolutamente alcun desiderio di ottenerlo. Il presidente Lyndon B. Johnson aveva già coinvolto gli Stati Uniti nella guerra del Vietnam ed era improbabile che fosse in grado di ottenere un appoggio per un potenziale conflitto in Cecoslovacchia. Inoltre, voleva perseguire un trattato di controllo degli armamenti con i sovietici, il SALT, e aveva bisogno di mantenere rapporti pacifici con l'URSS e non voleva rischiare di far saltare l'accordo con un intervento in Cecoslovacchia. Per questi motivi, gli Stati Uniti dichiararono che non sarebbero intervenuti nella questione.

### Negoziati con l'URSS e altri stati del Patto di Varsavia
La leadership sovietica cercò all'inizio di limitare l'impatto delle iniziative di Dubček attraverso una serie di negoziati: i presidium di Cecoslovacchia e URSS accordarono un incontro bilaterale per luglio 1968 a Čierna nad Tisou, vicino al confine slovacco-sovietico. Fu la prima volta che il Presidium sovietico si incontrò al di fuori del territorio dell'URSS.
All'incontro parteciparono Brežnev, Aleksej Kosygin, Nikolaj Podgornij, Michail Suslov per l'URSS, e Dubček, il presidente Ludvík Svoboda, il primo ministro Oldřich Černík ed il presidente dell'assemblea nazionale Josef Smrkovský per la Cecoslovacchia. Dubček difese il programma dell'ala riformista del Partito Comunista Cecoslovacco e confermò la propria aderenza al Patto di Varsavia e al Comecon. La leadership del KSČ, tuttavia, era divisa tra riformisti (Dubček, Josef Smrkovský, Oldřich Černík, Josef Špaček e František Kriegel) е conservatori antiriformisti (Vasil Biľak, Drahomír Kolder e Oldřich Švestka). Brežnev scelse il compromesso. I delegati cecoslovacchi riaffermarono la loro fedeltà al Patto di Varsavia e promisero di eliminare le tendenze anti-socialiste, prevenire la rinascita del Partito Socialdemocratico Cecoslovacco e controllare la stampa attraverso la re-imposizione di un livello superiore di censura. In risposta, l'Unione Sovietica concordò il ritiro delle proprie truppe dalla Cecoslovacchia (ancora di stanza dalle esercitazioni del 1968) e accettò il congresso del KSC per il 9 settembre. Dubček apparve davanti alle telecamere della Československá televize e riaffermò l'alleanza della Cecoslovacchia con l'Unione Sovietica e il Patto di Varsavia.
Il 3 agosto, i rappresentanti di Unione Sovietica, Repubblica Democratica Tedesca, Polonia, Ungheria, Bulgaria e Cecoslovacchia si incontrarono per firmare la Dichiarazione di Bratislava, con la quale affermarono una fedeltà irremovibile al marxismo-leninismo e all'internazionalismo proletario e dichiararono una lotta implacabile contro l'ideologia borghese e tutte le forze "antisocialiste". Dopo la conferenza, le truppe sovietiche lasciarono il territorio cecoslovacco ma rimasero lungo i confini.

### Cospirazione cecoslovacca contro Dubček
Molto prima dell'invasione, Alois Indra, Drahomír Kolder e Vasil Biľak pianificarono un colpo di Stato, riunendosi spesso presso l'ambasciata sovietica ed il centro ricreativo del Partito nella diga di Orlík. Quando riuscirono a convincere la maggioranza del Presidium (sei degli undici membri votanti) a schierarsi con loro contro i riformisti di Dubček, chiesero all'URSS di lanciare un'invasione militare. La dirigenza dell'URSS stava anche valutando di aspettare il Congresso del Partito slovacco del 26 agosto, ma i cospiratori cecoslovacchi "hanno richiesto espressamente la notte del 20".
Il piano prevedeva che durante un dibattito in risposta al rapporto Kašpar sulla situazione della Cecoslovacchia, i membri conservatori avrebbero insistito su Dubček per fargli presentare due lettere che aveva ricevuto dall'Unione Sovietica, dove erano elencate le promesse che aveva fatto ai colloqui di Čierna nad Tisou ma che non era riuscito a mantenere. L'occultamento di Dubček di lettere così importanti e la sua riluttanza a mantenere le sue promesse avrebbero dovuto portare a un voto di fiducia che la maggioranza ormai conservatrice avrebbe vinto, conquistando quindi il potere e inviando una richiesta di aiuto all'URSS per prevenire una controrivoluzione. Le truppe sovietiche avrebbero dovuto reprimere l'esercito cecoslovacco e qualsiasi forma di resistenza violenta.
Considerando tale piano, la riunione del Politburo sovietico del 16-17 agosto 1968 approvò all'unanimità una risoluzione per "fornire aiuto al Partito comunista e al popolo della Cecoslovacchia attraverso la forza militare" a seguito di una richiesta d'aiuto da parte di alcuni "membri del partito e dello Stato" cecoslovacchi. Alla riunione del Patto di Varsavia del 18 agosto, Brežnev annunciò che l'intervento sarebbe iniziato nella notte del 20 agosto e chiese il "sostegno internazionalista" da parte dei Paesi alleati.
Tuttavia, il colpo non andò come previsto inizialmente dal piano: Kolder intendeva rivedere il rapporto Kašpar prima dell'incontro, ma Dubček e Špaček, sospettosi di Kolder, modificarono l'agenda e il XIV Congresso del Partito Comunista Cecoslovacco poté essere svolto prima di ogni disconnessione sulle recenti riforme o sul rapporto Kašpar.

### Stampa sovietica il giorno prima dell'invasione
La Pravda e l'Izvestija pubblicarono il 20 agosto degli articoli riguardanti presunte "minacce revansciste" da parte della Germania Ovest contro la Cecoslovacchia, denunciando mire espansionistiche sulla regione boema dei Sudeti. La Pravda affermò che degli elementi revanscisti tedeschi avrebbero voluto una "degenerazione di tipo pro-capitalistico del processo di rinnovamento in corso in Cecoslovacchia", denunciando "tentativi di erosione, corruzione e minamento del socialismo" in Cecoslovacchia ai quali i partiti comunisti del blocco orientale si sentivano in dovere di opporsi. Izvestija riportò invece che nell'estate del 1968 si erano svolti nella RFT numerosi comizi revanscisti che avrebbero elogiato l'Accordo di Monaco del 1938 sull'annessione dei Sudeti alla Germania nazista.

## Invasione

### Fase iniziale

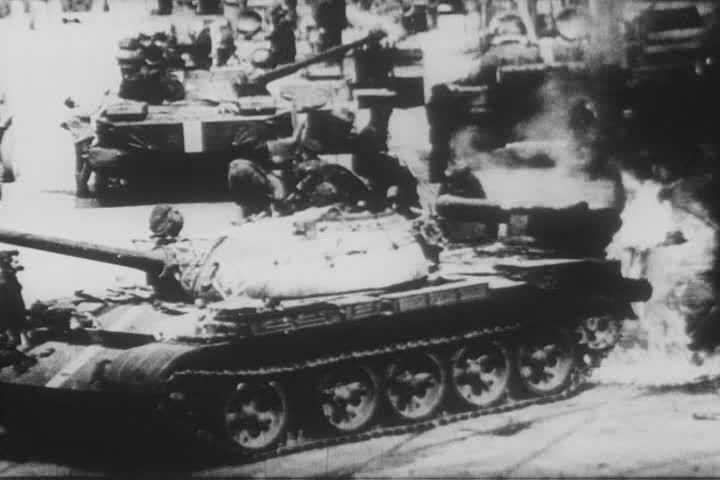
Carri armati sovietici con le strisce d'invasione in Cecoslovacchia, 1968

Nel pomeriggio del 20 agosto, un avvertimento anonimo fu trasmesso dall'ambasciatore cecoslovacco in Ungheria, Jozef Púčik, su un possibile ingresso delle truppe sovietiche nel territorio cecoslovacco. Quando la notizia arrivò, la solidarietà nella coalizione conservatrice si sgretolò e due dei principali cospiratori, Jan Pillar e František Barbírek, si schierarono con Dubček.
Alle 23 circa del 20 agosto 1968, gli eserciti di quattro paesi del Patto di Varsavia – URSS, Bulgaria, Polonia e Ungheria – invasero la Cecoslovacchia da 18 punti diversi, dando il via all'operazione Danubio. Il gruppo di forze era guidato dal generale sovietico Ivan Grigor'evič Pavlovskij. In quella notte, entrarono nel Paese più di 250 000 truppe e 2 000 carri armati, per un totale complessivo finale di 500 000 unità. Brežnev era determinato a dare all'operazione una parvenza di multilateralità (a differenza di quanto avvenuto durante la rivoluzione ungherese del 1956), nonostante le forze sovietiche costituissero la maggioranza del contingente invasore e che quest'ultimo fosse costantemente sotto il controllo degli ufficiali sovietici. Nel gruppo vi erano 28 000 soldati della 2ª Armata polacca, provenienti dal Distretto militare della Slesia e comandati dal generale Florian Siwicki.
La Romania non prese parte all'invasione, come anche l'Albania che il mese successivo si ritirò dal Patto. Inizialmente era prevista la partecipazione della Germania Est ma fu cancellata poche ore prima dell'invasione. La decisione fu presa all'ultimo momento da Brežnev dopo che gli oppositori di alto rango di Dubček temettero una resistenza ancora più ampia se ci fosse stata la presenza di truppe tedesche sul territorio Cecoslovacco, a causa dell'esperienza avuta con l'occupazione nazista.
Contemporaneamente all'attraversamento del confine da parte delle forze di terra, un volo speciale da Mosca atterrò all'Aeroporto di Praga-Ruzyně e delle truppe sovietiche in borghese presero il controllo dello scalo. Alle 2 del mattino del 21 agosto, iniziarono ad arrivare aerei Antonov An-12 con militari delle forze aviotrasportate sovietiche e presero il controllo dei punti principali dello scalo.
Radio Praga trasmise un comunicato diretto a tutta la popolazione cecoslovacca nella quale denunciò l'invasione ed esortò i cittadini a non opporsi all'avanzata delle unità militari. Si affermò che gli organi di governo non erano a conoscenza dell'operazione e che la presidenza del Comitato centrale del KSČ avrebbe considerato tale azione "non solo contrastante con i principi delle relazioni fra gli stati socialisti ma anche come la negazione delle norme fondamentali del diritto internazionale". Tutti i dirigenti statali e di partito avrebbero mantenuto le loro posizioni. Il comunicato fu poi ripreso dal giornale ufficiale del Partito Comunista Cecoslovacco Rudé právo.
L'esercito popolare cecoslovacco e le forze dell'ordine non ricevettero alcun ordine per la difesa del Paese. Nel frattempo, colonne di carri armati e fucilieri motorizzati si diressero verso Praga e altri centri importanti della Cecoslovacchia. 24 divisioni del Patto di Varsavia occuparono le basi e le località strategiche sul territorio, mentre le installazioni sovietiche riuscirono a bloccare i radar NATO nell'Europa occidentale, costringendo gli Statunitensi a ricevere informazioni solo attraverso i satelliti. Parte della 20ª Armata della Guardia del Gruppo di forze sovietiche in Germania del generale Pëtr Kirillovič Koševoj entrò a Praga.
Quando le forze sovietiche presero il controllo di Praga, Dubček si riunì assieme al Comitato Centrale del PCC nel quartier generale.
Durante l'operazione 137 cechi e slovacchi furono uccisi e centinaia furono i feriti.

#### Motivazioni da parte della stampa sovietica
Sulla Pravda del 21 agosto fu pubblicato un comunicato della TASS, nel quale si descriveva l'invasione come una risposta alla richiesta di aiuto immediato da parte del governo cecoslovacco. Secondo l'agenzia di stampa sovietica, era sorta in Cecoslovacchia una minaccia per l'ordinamento socialista da parte di "forze controrivoluzionarie" che collaboravano con forze esterne ostili, e la situazione avrebbe intaccato "gli interessi vitali dell'Unione Sovietica e degli altri Stati socialisti, gli interessi della sicurezza degli Stati della comunità socialista" e minacciato la pace europea.
Secondo il giornalista sovietico Jurij Žukov, i Paesi occidentali stavano cercando di destabilizzare il governo cecoslovacco per allontanarlo dal blocco socialista e per ripristinare il capitalismo, con la scusa di concedere finanziamenti e prestiti.

#### Resistenza popolare
A Praga e in altre città cecoslovacche la popolazione attaccò in modo non violento i soldati del Patto di Varsavia. Ogni forma di assistenza, inclusa la fornitura di cibo e acqua, fu negata agli invasori. Manifesti, cartelli e graffiti su muri e marciapiedi denunciavano gli invasori, i leader sovietici e i sospetti collaborazionisti. Nelle strade apparvero immagini di Dubček e Svoboda. I cittadini fornirono inoltre indicazioni volutamente errate ai soldati e rimossero persino i segnali stradali per disorientare le truppe, lasciando soltanto quelli che indicavano la direzione per Mosca.
Inizialmente alcuni civili cercarono di dialogare con le truppe invasori ma con scarso successo. Dopo che l'URSS utilizzò le fotografie di tali incontri come prova che le truppe del Patto fossero state accolte amichevolmente, le emittenti segrete cecoslovacche scoraggiarono la pratica, ricordando alla gente che "le immagini sono silenziose". Le proteste durarono soltanto una settimana, in particolare a causa della demoralizzazione della popolazione, delle intimidazioni da parte dell'esercito e dell'abbandono dei loro leader. Un'altra spiegazione comune è che, a causa del fatto che la maggior parte della società cecoslovacca era di classe media, la resistenza continua avrebbe significato rinunciare a uno stile di vita confortevole, un prezzo troppo alto da pagare.

#### Reazione politica
Il regime di Dubček non fece nulla per prevenire una potenziale invasione nonostante i minacciosi movimenti di truppe del Patto di Varsavia lungo le frontiere. La leadership cecoslovacca credeva che l'Unione Sovietica e i suoi alleati non avrebbero mai oltrepassato il confine cecoslovacco, avendo creduto che il vertice di Čierna nad Tisou avesse appianato le differenze tra le due parti. Credeva anche che qualsiasi invasione sarebbe stata troppo costosa, sia a causa del sostegno interno alle riforme, sia perché la protesta politica internazionale sarebbe stata troppo significativa, specialmente con la Conferenza comunista mondiale a novembre di quell'anno. La Cecoslovacchia avrebbe potuto aumentare i costi di una simile invasione accrescendo il sostegno internazionale o aumentando le difese, come bloccare le strade e aumentare la sicurezza dei loro aeroporti, ma decise di non farlo, aprendo la strada all'invasione.
Sebbene la notte dell'invasione il governo cecoslovacco avesse dichiarato che le truppe del Patto di Varsavia avevano attraversato il confine all'insaputa del governo della Cecoslovacchia, la stampa del blocco orientale diffuse una richiesta non firmata, presumibilmente dai leader del partito e dello stato cecoslovacco, per un' "assistenza immediata, compresa l'assistenza alle forze armate".
La leadership del Paese riunì d'urgenza l'assemblea nazionale e il governo, mentre la Presidenza del Comitato Centrale del KSČ convocò il Plenum del Partito per esaminare la questione.
Al XIV Congresso del KSČ, condotto in segreto subito dopo l'invasione, fu sottolineato che nessun membro della dirigenza aveva chiesto un intervento armato. All'epoca, un certo numero di commentatori riteneva che la lettera fosse falsa o inesistente.

### Protocollo di Mosca e fine dell'operazione

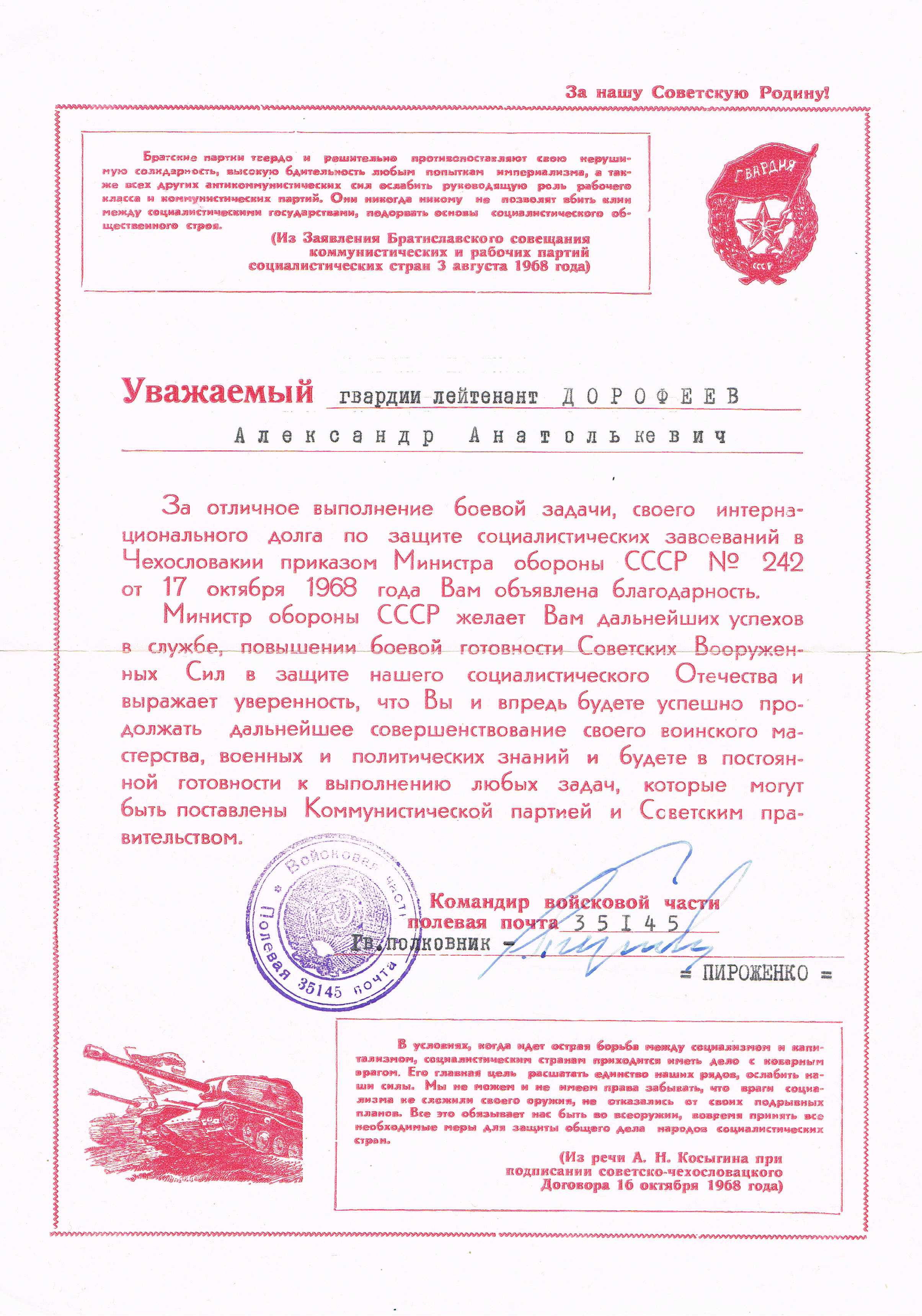
Encomio del Ministro della Difesa dell'URSS ad un ufficiale del Gruppo di forze sovietiche in Germania "per l'eccellente svolgimento della missione militare e del servizio internazionale in Cecoslovacchia".

La mattina del 21 agosto i paracadutisti del Patto tagliarono le linee telefoniche dell'edificio e lo presero d'assalto. Dubček e molti suoi collaboratori furono prontamente arrestati dal KGB e portati a Mosca, dove furono tenuti in un luogo segreto e interrogati per giorni. La resistenza generalizzata costrinse l'Unione Sovietica a rinunciare al piano iniziale di sostituire Dubček con un primo segretario ritenuto più fedele.
I conservatori cecoslovacchi chiesero al presidente Ludvík Svoboda di creare un "governo d'emergenza", ma egli rifiutò, preferendo dirigersi a Mosca il 23 agosto assieme a Gustáv Husák per cercare di convincere i Sovietici ad includere Dubček e Černík nella soluzione del conflitto. Dopo vari giorni di negoziati tutti i membri della delegazione cecoslovacca (inclusi Svoboda, Dubček, Černík e Smrkovský), eccetto František Kriegel, accettarono il Protocollo di Mosca in tutti i suoi quindici punti. Il Protocollo ordinava la soppressione dei gruppi d'opposizione, il ripristino della censura e le dimissioni di specifici ufficiali riformisti, ma non menzionava la situazione in Cecoslovacchia come "controrivoluzionaria" né richiedeva l'annullamento del percorso intrapreso da gennaio.
Il 27 agosto Dubček tornò a Praga assieme alla maggior parte dei riformatori tornarono a Praga e mantenne il suo incarico di primo segretario del partito comunista cecoslovacco fino al 17 aprile 1969, quando fu sostituito da Gustáv Husák. Furono annullate le riforme, epurato il partito dai suoi membri liberali ed applicato una rigida censura.
Il 19 gennaio 1969 lo studente Jan Palach si diede fuoco in Piazza San Venceslao a Praga per protestare contro la rinnovata repressione della libertà di parola.

## Dottrina Brežnev
A settembre del 1968, in occasione di un incontro con i dirigenti del Partito Operaio Unificato Polacco, il leader sovietico Brežnev affermò che:
(From Pravda, September 25, 1968; translated by Novosti, Soviet press agency. Reprinted in L. S. Stavrianos, TheEpic of Man (Englewood Cliffs, N.J.: PrenticeHall, 1971), pp. 465466.)
In un secondo momento, Brežnev aggiunse:
( Leonid I. Brežnev, Ленинским Курсом, tomo II, Mosca, 1970,  p. 329.)
Di conseguenza, l'URSS sarebbe intervenuta in un paese del Patto di Varsavia nel caso in cui fosse sorto un sistema borghese con partiti politici ritenuti capitalisti, e tale idea prese il nome di Dottrina Brežnev.

## Reazioni nei Paesi del Patto di Varsavia

### Unione Sovietica

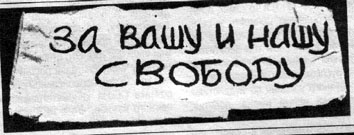
"Per la vostra e nostra libertà".

Il 25 agosto sulla piazza Rossa otto manifestanti portarono striscioni con slogan anti-invasione, ma furono arrestati e successivamente puniti, poiché la protesta venne ritenuta come "antisovietica".
Una conseguenza involontaria dell'invasione fu che molti all'interno dell'apparato di sicurezza dell'Unione Sovietica e dei servizi di intelligence rimasero scioccati e indignati per l'invasione e diversi disertori e spie del KGB / GRU, come Oleg Gordievskij, Vasilij Mitrochin e Dmitrij Poljakov, sottolinearono l'invasione del 1968 come una motivazione per cooperare con le agenzie di intelligence occidentali.

### Polonia
Nella Repubblica Popolare Polacca l'8 settembre 1968 Ryszard Siwiec si immolò a Varsavia davanti allo Stadio del decimo anniversario del Manifesto di luglio, protestando contro l'invasione della Cecoslovacchia e il regime socialista. Siwiec non sopravvisse, e dopo la sua morte, i comunisti sovietici e polacchi cercarono di screditare il suo atto affermando che era ubriaco o psicologicamente malato.

### Romania

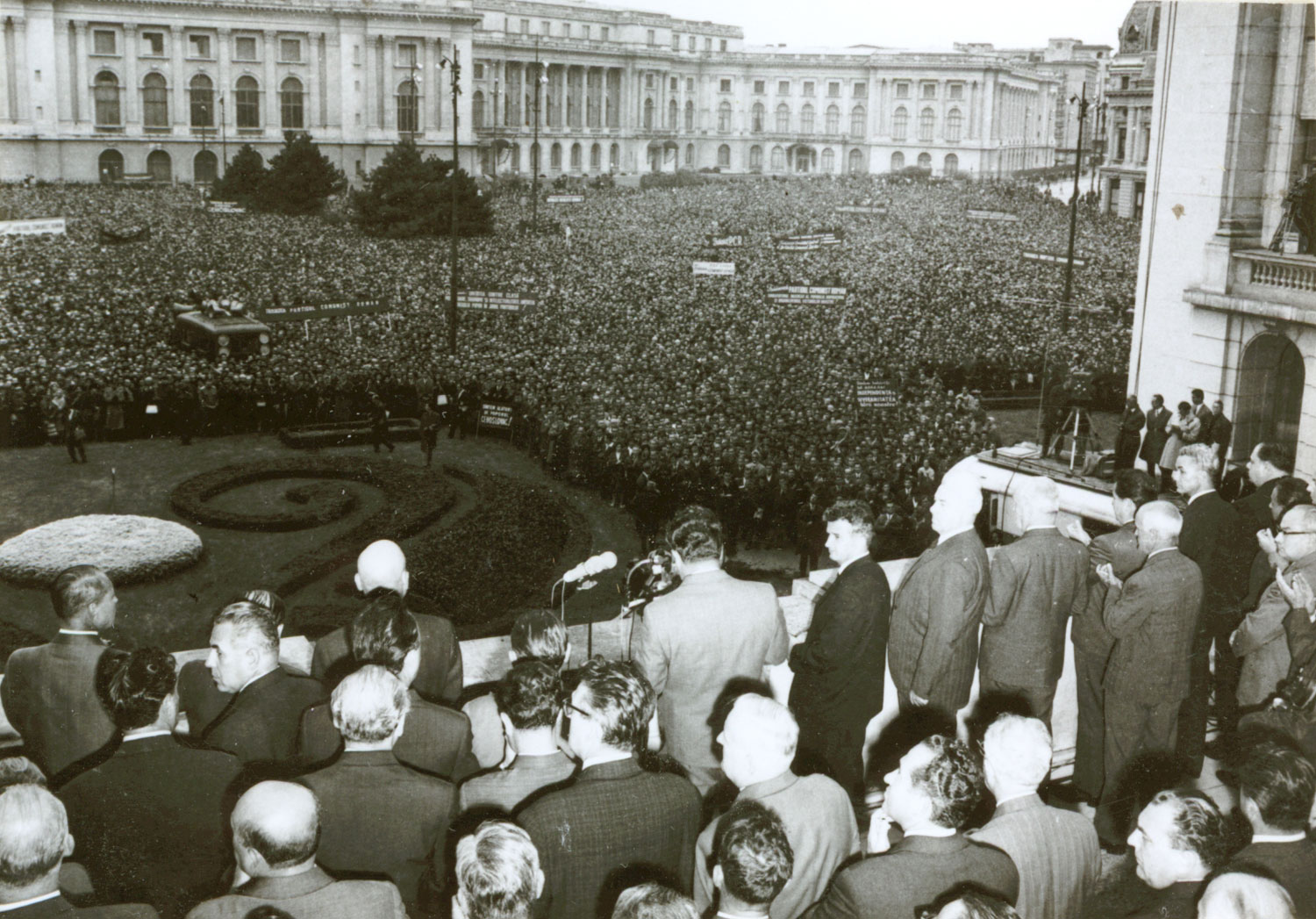
Bucarest, 21 agosto 1968: Ceauşescu pronuncia un discorso critico nei confronti dell'invasione della Cecoslovacchia

Il segretario generale del Partito Comunista Rumeno Nicolae Ceaușescu, forte oppositore all'influenza politica sovietica e sostenitore di Dubček, venne informato subito dell'invasione della Cecoslovacchia tramite una lettera di notifica inviata alla sede del Partito. Ceaușescu convocò urgentemente i membri del Comitato centrale del PCR e del governo per discutere la situazione e approvare la condanna unanime, e la posizione del Partito venne resa subito pubblica. Nel pomeriggio del 21 agosto, Ceaușescu tenne un discorso pubblico davanti a una folla riunitasi spontaneamente davanti alla sede del Comitato centrale: usò parole dure nei confronti dell'URSS e degli alleati nel Patto di Varsavia, chiese il ritiro immediato delle truppe d'invasione ed espresse solidarietà al popolo cecoslovacco. Subito dopo la Grande Assemblea Nazionale adottò riforme per rinforzare militarmente e politicamente la sovranità della Romania e fu approvata la nascita delle Gărzile Patriotice, ovvero le guardie patriottiche.
In un comunicato stampa l'invasione fu definita ingiustificabile e descritta come un "grave colpo per il movimento comunista internazionale e per il prestigio del socialismo nel mondo".

### Germania Est
L'Allgemeiner Deutscher Nachrichtendienst, l'agenzia di stampa ufficiale della RDT, pubblicò un comunicato del Partito Socialista Unificato di Germania nel quale si rilanciava la richiesta d'aiuto da parte di alcuni funzionari del KSČ per affrontare le forze anti-socialiste e di destra che, ispirate dall'"imperialismo tedesco-occidentale", avrebbero potuto portare le loro attività controrivoluzionarie nei Paesi limitrofi.
L'invasione suscitò invece malcontento soprattutto tra i giovani che speravano che la Cecoslovacchia avrebbe aperto la strada a un socialismo più liberale. Tuttavia proteste isolate furono rapidamente fermate dalla Volkspolizei e della Stasi.

### Albania
Le relazioni della Repubblica Popolare d'Albania con l'Unione Sovietica e il Patto di Varsavia si erano interrotte de facto già nel 1961, in occasione del XXII Congresso del PCUS; l'invasione della Cecoslovacchia segnò da ultima il punto di rottura definitivo, tanto che il 13 settembre 1968 l'Albania denunciò ufficialmente il Patto di Varsavia e si dichiarò esonerata dai suoi obblighi. La ricaduta economica di tale decisione fu in qualche modo mitigata da un rafforzamento delle relazioni albanesi con la Cina, che era a sua volta in rapporti sempre più tesi con l'URSS.

## Reazioni nel mondo

### Organizzazione delle Nazioni Unite
La notte dell'invasione, Canada, Danimarca, Francia, Paraguay, Regno Unito e Stati Uniti d'America chiesero una sessione del Consiglio di sicurezza delle Nazioni Unite. Nel pomeriggio, il Consiglio si riunì per ascoltare la denuncia da parte dell'ambasciatore cecoslovacco Jan Muzik riguardo all'invasione. L'ambasciatore sovietico Jakov Malik insistette sul fatto che le azioni del Patto di Varsavia fossero quelle di un'"assistenza fraterna" contro "forze antisociali", e che non sarebbero stati tollerati i tentativi da parte della "reazione imperialista" di mettere un cuneo tra i Paesi socialisti. Malik aggiunse che il Patto agì secondo gli accordi stipulati tra i Paesi del blocco orientale ed in conformità con lo Statuto delle Nazioni Unite, affermando inoltre che il governo sovietico aveva ufficialmente dichiarato il ritiro immediato delle truppe non appena la minaccia alle conquiste del socialismo in Cecoslovacchia e alla sicurezza della comunità socialista fosse stata eliminata. L'ambasciatore sovietico disse che le misure militari non erano dirette contro la sovranità di un Paese ma servivano soltanto al mantenimento e al rafforzamento della pace. In difesa dell'URSS, citò l'articolo 2, paragrafo 7 dello Statuto delle Nazioni Unite, secondo il quale qualsiasi organo dell'ONU non era autorizzato ad intervenire in questioni palesemente interne di uno Stato,. Inoltre, Malik fece notare che i rappresentanti della Cecoslovacchia non avevano fatto appello al Consiglio per contestare l'invasione.
Il 22 agosto, diversi paesi proposero una risoluzione per condannare l'intervento, chiedendo il ritiro immediato delle truppe del Patto di Varsavia dal territorio cecoslovacco e la garanzia della sua sovranità. L'ambasciatore statunitense George Ball affermò che "il tipo di assistenza fraterna che l'Unione Sovietica sta concedendo alla Cecoslovacchia è esattamente dello stesso tipo di quello che Caino ha dato ad Abele". Ball accusò inoltre i delegati sovietici di ostruzionismo per rimandare il voto fino al completamento dell'occupazione. Malik rispose portando varie argomentazioni, dallo sfruttamento statunitense delle materie prime dell'America Latina alle statistiche sul commercio cecoslovacco di materie prime. Alla fine, fu presa una votazione: dieci membri appoggiarono la mozione; Algeria, India e Pakistan si astennero; l'URSS (con potere di veto) e l'Ungheria si opposero. I delegati canadesi presentarono subito un'altra mozione chiedendo a un rappresentante delle Nazioni Unite di recarsi a Praga e operare per il rilascio dei leader cecoslovacchi imprigionati. Malik accusò i paesi occidentali di ipocrisia, alludendo anche alle azioni statunitensi nella guerra del Vietnam. Le discussioni sulla questione cecoslovacca terminarono formalmente il 26 agosto, quando avvenne l'ultima votazione al riguardo.
Sebbene gli USA abbiano fatto pressioni sull'ONU affermando che l'aggressione del Patto di Varsavia era ingiustificabile, la loro posizione fu indebolita dalle loro stesse azioni: solo tre anni prima, nel 1965, i delegati degli Stati Uniti alle Nazioni Unite avevano affermato che il rovesciamento del governo di sinistra della Repubblica Dominicana, come parte dell'operazione Power Pack, era un problema che doveva essere risolto dall'Organizzazione degli Stati americani (OAS) e senza l'interferenza dell'ONU. Quando il segretario generale delle Nazioni Unite U Thant chiese la fine dei bombardamenti sul Vietnam, gli USA risposero chiedendo perché non fosse intervenuto in modo simile sulla questione della Cecoslovacchia. Thant rispose che "se i russi avessero bombardato e napalmizzato i villaggi della Cecoslovacchia" avrebbe potuto chiedere la fine dell'occupazione.

### Stati Uniti
La notizia dell'invasione venne data direttamente al presidente USA Lyndon B. Johnson dall'ambasciatore sovietico Anatolij Dobrynin. Johnson convocò una riunione straordinaria del Consiglio per la sicurezza nazionale ma non rilasciò dichiarazioni ai giornalisti.
Il 21 agosto Johnson parlò davanti alle telecamere esprimendo parole di condanna e chiedendo il ritiro immediato delle truppe dalla Cecoslovacchia.

### Cina
La Repubblica popolare cinese si oppose furiosamente alla dottrina Brežnev, che attribuiva all'Unione Sovietica il diritto di determinare quali nazioni fossero propriamente socialiste e di poter invadere i Paesi le cui politiche non avessero l'approvazione del Cremlino. Il Segretario generale del Partito Comunista Cinese Mao Zedong vide la dottrina Brežnev come la giustificazione ideologica per una possibile invasione sovietica della Cina e lanciò una massiccia campagna di propaganda contro l'invasione della Cecoslovacchia, nonostante la sua precedente opposizione alla Primavera di Praga. Il 23 agosto 1968, durante un incontro presso l'ambasciata romena a Pechino, il premier cinese Zhou Enlai denunciò l'Unione Sovietica di "politica fascista, sciovinismo dal grande potere, egoismo nazionale e socialimperialismo", paragonando l'invasione della Cecoslovacchia alla guerra americana nel Vietnam e più precisamente alle politiche di Adolf Hitler nei confronti della Cecoslovacchia nel 1938-1939. Zhou concluse il suo discorso con un appello appena velato al popolo della Cecoslovacchia affinché intraprendesse azioni di guerriglia contro l'Armata Sovietica.

### Jugoslavia
Il giorno stesso dell'invasione il presidente della Repubblica Socialista Federale di Jugoslavia e della Lega dei Comunisti Josip Broz Tito riunì d'urgenza il presidium del Partito e condannò l'operazione intrapresa dall'URSS: violando la sovranità di uno Stato e intervenendo senza alcuna richiesta, fu accusata di aver inferto "un duro colpo alle forze socialiste e progressiste nel mondo".

### Partiti comunisti in tutto il mondo

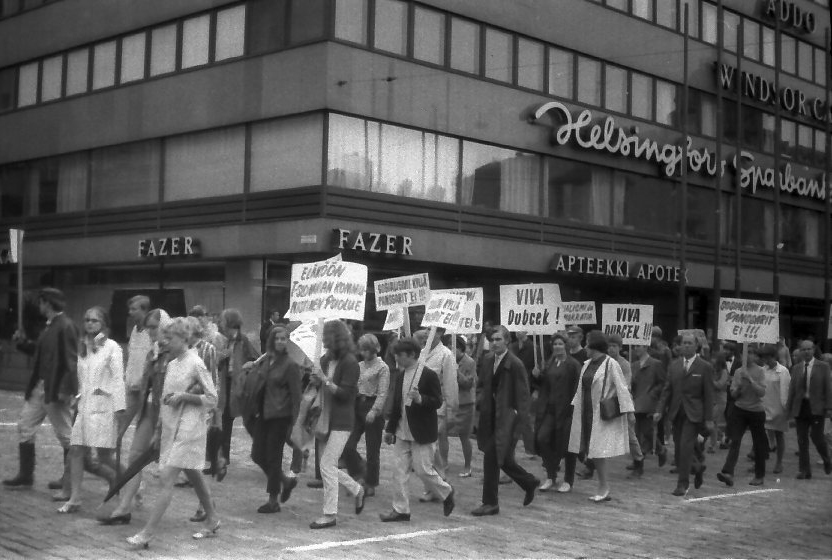
Proteste a Helsinki contro l'invasione

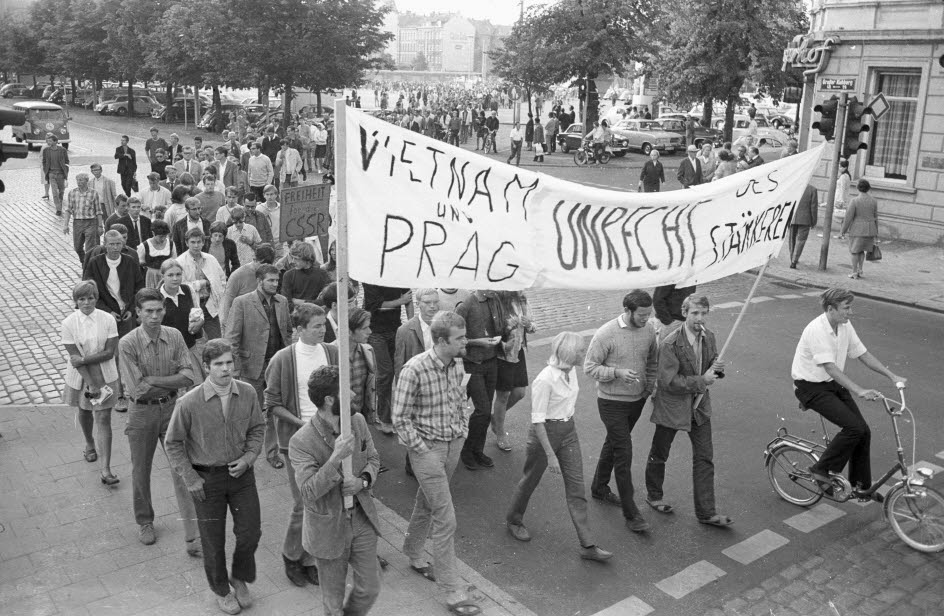
Manifestazione a Kiel, Germania Ovest, contro l'invasione della Cecoslovacchia e la guerra del Vietnam, 23 agosto 1968

Le reazioni dei partiti comunisti al di fuori del Patto di Varsavia furono generalmente divise. Il Partito Comunista di Spagna ed il Partito Comunista Italiano, denunciarono l'occupazione, tuttavia la condanna dell'invasione, all'interno del PCI non bastò ad evitare l'espulsione dal partito di Rossana Rossanda, Luigi Pintor e Aldo Natoli con l'accusa di "frazionismo", per aver espresso nell'editoriale del secondo numero della nuova rivista il manifesto una condanna più netta dell'intervento sovietico chiedendo di aprire un fronte di discussione sulla politica del gruppo dirigente sovietico e dei paese del blocco di Varsavia.
Il Partito Comunista Francese, che aveva chiesto una riconciliazione, espresse la sua disapprovazione per l'intervento sovietico. Il Partito Comunista di Grecia (KKE) subì una grande spaccatura sin dall'inizio della Primavera di Praga, con la fazione filo-cecoslovacca che ruppe i legami con la leadership sovietica e fondò l'eurocomunista e "revisionista" KKE dell'Interno. Il Partito Comunista Finlandese si ritrovò maggiormente diviso tra la corrente filo-sovietica e quella eurocomunista e si avviò verso la disintegrazione interna. Altri partiti, tra cui il Partito Comunista Portoghese, il Partito Comunista Sudafricano e il Partito Comunista degli Stati Uniti d'America, sostenevano invece la posizione sovietica.
Nel 2008, il giornalista statunitense Christopher Hitchens riassunse le ripercussioni della Primavera di Praga sul comunismo occidentale:

## Normalizzazione (1969-1971)

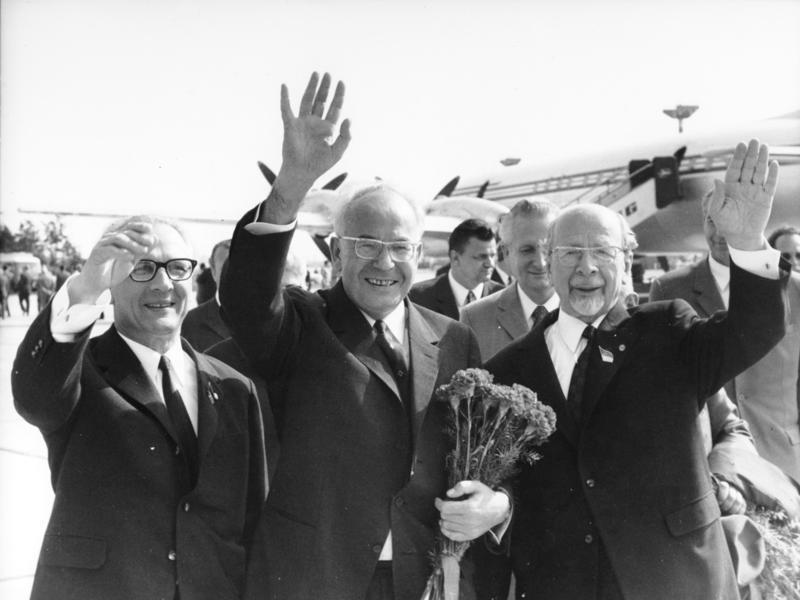
Erich Honecker, Gustáv Husák, e Walter Ulbricht a Berlino Est, 1971.

Quando Gustáv Husák sostituì Alexander Dubček come leader del KSČ nell'aprile 1969, fu attuata una politica di "normalizzazione" del paese, ripristinando un solido governo del partito e ristabilendo lo status della Cecoslovacchia come membro impegnato del blocco socialista. Husák ordinò ampie epurazioni dei riformisti che ancora occupavano posizioni chiave nei media, nella magistratura, nelle organizzazioni sociali e di massa, e negli organi del KSČ. Tra gli estromessi vi era Dubček, escluso prima dal Presidium ed in seguito espulso dal Partito nel 1970.
Nei due anni successivi all'invasione, la nuova leadership revocò alcune leggi riformiste varate durante la Primavera di Praga: l'economia ritornò ad essere centralizzata e pianificata, fu incrementato il controllo estremo della polizia e della censura e rinforzò i legami politici ed economici con i Paesi socialisti.
Nel maggio 1971 Husák dichiarò la conclusione del processo di normalizzazione al XIV Congresso ufficiale del Partito e che la Cecoslovacchia era pronta a procedere verso forme avanzate del socialismo.

## Reazioni successive e revisionismo

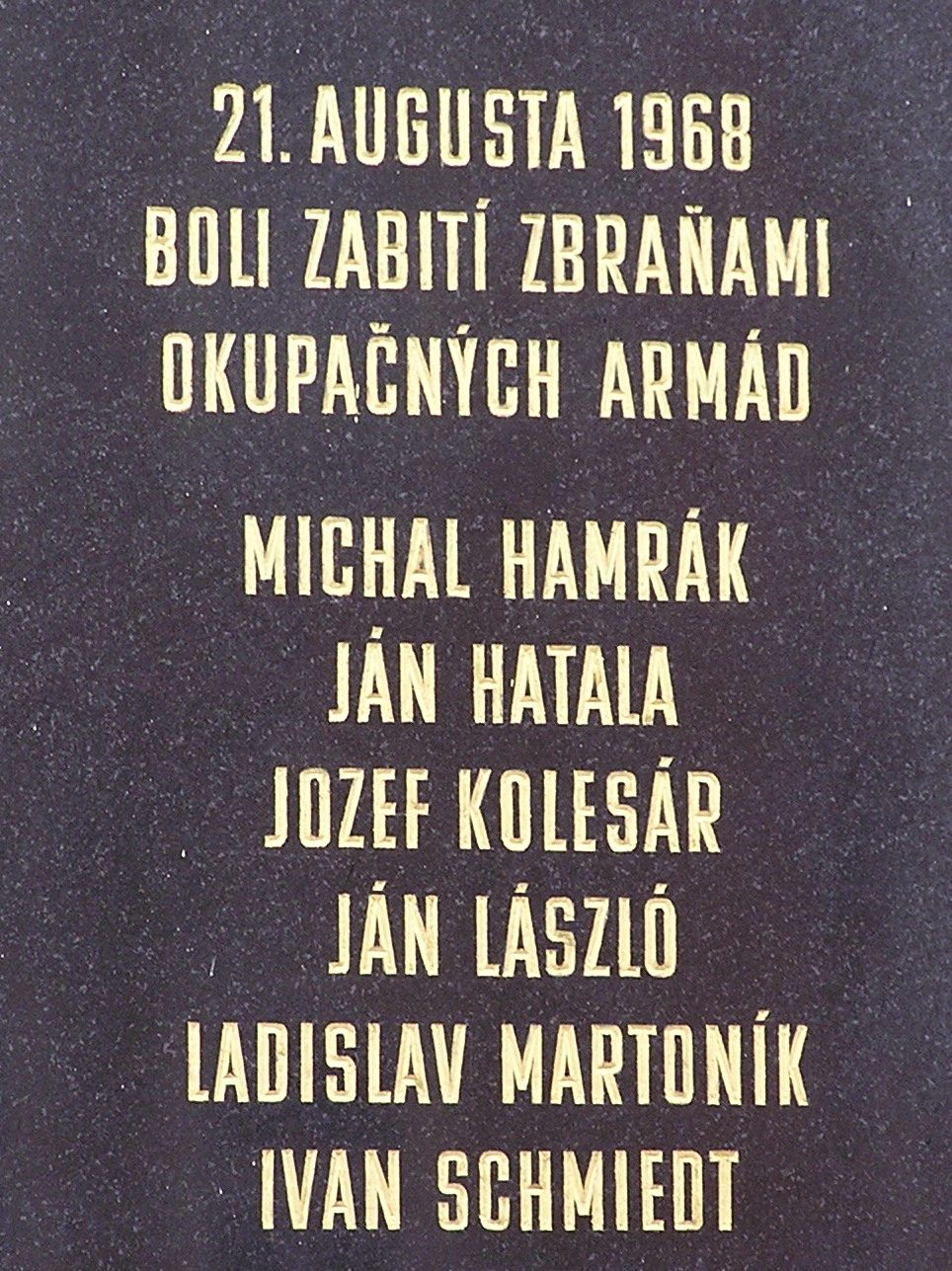
Targa memoriale a Košice, Slovacchia.

Il primo governo a chiedere perdono per l'invasione fu la Repubblica Popolare d'Ungheria: l'11 agosto 1989 Il Partito Socialista Operaio Ungherese dichiarò pubblicamente sul Népszabadsàg che la scelta di invadere la Cecoslovacchia rappresentò un grave errore politico. L'Assemblea Nazionale polacca adottò nello stesso periodo una risoluzione per condannare l'aggressione. Il 1º dicembre la Camera del popolo della Germania orientale si scusò con il popolo cecoslovacco per il loro appoggio diplomatico all'intervento militare, mentre il 2 dicembre 1989 arrivarono le scuse dalla Bulgaria.
Il 4 dicembre 1989 il Segretario generale del PCUS Michail Gorbačëv e altri leader del Patto di Varsavia redassero una dichiarazione definendo un errore l'invasione del 1968. Il comunicato, riportato dall'agenzia di stampa sovietica TASS, affermava che l'invio delle truppe avesse costituito "un'ingerenza negli affari interni di una Cecoslovacchia sovrana e deve essere condannata". Il governo sovietico sostenne inoltre che l'azione del 1968 fu "un approccio sbilanciato e inadeguato, un'interferenza negli affari di un paese amico". Gorbačëv disse in seguito che Dubček "credeva di poter costruire il socialismo con un volto umano. Ho solo una buona opinione di lui".
Questo riconoscimento probabilmente contribuì a incoraggiare le "rivoluzioni del 1989", che rovesciarono o destabilizzarono i regimi comunisti nella Repubblica Democratica Tedesca, in Cecoslovacchia, in Polonia e in Romania, senza alcun intervento armato dell'URSS.

### Federazione Russa
All'inizio degli anni novanta il governo della Federazione russa consegnò al nuovo presidente cecoslovacco, Václav Havel, una copia di una lettera di invito indirizzata alle autorità sovietiche e firmata dai membri del KSČ Biľak, Švestka, Kolder, Indra e Kapek, dove si affermava che i media "di destra" stavano "fomentando un'ondata di nazionalismo e sciovinismo, provocando una psicosi anticomunista e antisovietica". Nella lettera fu chiesto formalmente ai sovietici di "prestare sostegno e assistenza con tutti i mezzi a vostra disposizione" per salvare la Repubblica socialista cecoslovacca "dal pericolo imminente della controrivoluzione".
Un articolo di Izvestija del 1992 affermava che, durante i colloqui sovietico-cecoslovacchi di Čierna nad Tisou alla fine di luglio 1968, il candidato membro del Presidium Antonin Kapek diede a Leonid Brežnev una lettera in cui si faceva appello ad "un aiuto fraterno". Una seconda lettera sarebbe stata consegnata da Biľak al primo segretario del Partito Comunista dell'Ucraina Pëtr Šelest durante la conferenza di agosto a Bratislava "in un rendez-vous nei bagni organizzato tramite il capo della stazione del KGB". Questa lettera è stata firmata dagli stessi cinque della lettera di Kapek consegnata dalla Russia.
L'invasione è stata condannata dal primo presidente russo Boris El'cin, definendola "come un'aggressione, come un attacco a uno stato sovrano, in piedi, come un'interferenza nei suoi affari interni". Durante una visita di Stato a Praga, il 1º marzo 2006, anche Vladimir Putin ha affermato che la Federazione Russa ha la responsabilità morale dell'invasione, riferendosi alla descrizione data dal suo predecessore Boris El'cin:
(Vladimir Putin)

### Revisionismo
Il 23 maggio 2015 il canale statale russo Rossija 1 trasmise Varšavskij dogovor. Rassekrečennye stranicy (in russo Варшавский договор. Рассекреченные страницы?, lett. "Patto di Varsavia: pagine declassificate"). Le premesse degli autori erano quelle di rivelare ai telespettatori fatti e retroscena della storia del Patto di Varsavia attraverso i documenti desecretati dalla Polonia nel 2005, "un documento di tre pagine" reso pubblico dalla Russia, testimoni oculari e protagonisti dei principali eventi che coinvolsero l'alleanza socialista. Secondo il programma i documenti avrebbero gettato ombra sulla NATO e presentato l'invasione della Cecoslovacchia come una misura protettiva contro un colpo di Stato della NATO.
Il documentario fu ampiamente condannato come propaganda politica. Il ministero degli esteri della Slovacchia Miroslav Lajčák affermò che il documentario "tenta di riscrivere la storia e di falsificare le verità storiche su un capitolo così oscuro della nostra storia," danneggiando così i rapporti con la Russia. Il presidente della commissione per gli affari esteri del Consiglio nazionale slovacco František Šebej dichiarò che "lo descrivono come un aiuto fraterno volto a prevenire un'invasione della NATO e del fascismo. Tale propaganda russa è ostile alla libertà e alla democrazia, e anche verso di noi."
Il presidente ceco Miloš Zeman affermò che "la televisione russa sta mentendo e non si può dire altro se non che si tratta di una bugia giornalistica". Il ministro degli esteri ceco Lubomír Zaorálek affermò che il documentario "stravolge grossolanamente" i fatti.
L'ambasciatore russo in Repubblica Ceca, Sergej Kiselëv, prese le distanze dal documentario sostenendo che non esprimeva la posizione ufficiale del governo russo. Gazeta.ru descrisse il documentario come parziale e revisionista, nocivo per la Russia.

### Annotazioni
1. ↑  Per il timore di una resistenza più forte nell'eventualità di una partecipazione di truppe tedesche all'invasione, data la precedente occupazione della Cecoslovacchia. Cfr. (DE) Patrick Gschwend, NVA-Truppen machen Halt an der tschechoslowakischen Grenze, Český rozhlas, 22 agosto 2008.

### Fonti
1. 1 2 3   M. Mark Stolarik e Rüdiger Wenzke, The Prague Spring and the Warsaw Pact Invasion of Czechoslovakia, 1968: Forty Years Later, Bolchazy-Carducci Publishers, 2010,  pp. 137-164, ISBN 978-0-86516-751-3.
2. 1 2 3 4 5 6 7 8   Mark Kurlansky, 1968: the year that rocked the world, 1st ed, Ballantine, 2004, ISBN 0-345-45581-9.
3. 1 2 3 4 5   Kenneth Rea, Peking and the Brezhnev Doctrine, in Asian Affairs, vol. 3, 1975,  p. 22.
4. ↑   Back to the Business of Reform, in Time Magazine, 16 agosto 1968. URL consultato il 27 aprile 2010 (archiviato dall'url originale il 24 giugno 2013).
5. ↑   Konrad H. Jarausch e Thomas Lindenberger (a cura di), Conflicted Memories: Europeanizing Contemporary Histories,  p. 43.
6. 1 2 3 4 5 6 7 8 9 10 11   Nikolaj Šефов, Дунай, in Битвы России, Mosca, Военно-историческая библиотека, 2002. URL consultato il 31 marzo 2022. Ospitato su hrono.ru.
7. 1 2  (EN) A Look Back … The Prague Spring & the Soviet Invasion of Czechoslovakia, su Central Intelligence Agency, 21 agosto 2008. URL consultato l'11 giugno 2016 (archiviato dall'url originale il 29 aprile 2017).
8. 1 2  (EN) Peter Finn, Archives Illuminate Prague Spring, but Public Looks Away, su Washington Post, 21 agosto 1998.
9. 1 2  (EN) Soviet Invasion of Czechoslovakia, su Global Security. URL consultato il 23 giugno 2011.
10. 1 2 3   Ruud Van Dijk (a cura di), Encyclopedia of the Cold War, Routledge, 2008,  p. 718, ISBN 978-0-203-88021-0.
11. ↑  (CS) Invaze vojsk Varšavské smlouvy do Československa 21. srpna 1968, su armyweb.cz. URL consultato l'11 giugno 2016.
12. ↑  (CS) Jaroslav Šatraj, Operace Dunaj a oběti na straně okupantů, su Reálie Ruska, Západočeská univerzita v Plzni. URL consultato il 17 novembre 2015 (archiviato dall'url originale l'8 gennaio 2008).
13. ↑  (CS) Pavel Minařík e Pavel Šrámek, Čs. armáda po roce 1945, su armada.vojenstvi.cz. URL consultato il 17 novembre 2015.
14. ↑   Россия и СССР в войнах XX века: Статистическое исследование, Mosca, ОЛМА-ПРЕСС, 2001,  p. 533.
15. ↑  (PL) Sławomir Skomra, Brali udział w inwazji na Czechosłowację. Kombatanci?, su Agora SA. URL consultato il 21 settembre 2013 (archiviato dall'url originale il 27 settembre 2013).
16. 1 2  (CS) Petr Holub, Historici: Invaze 1968 se Sovětům opravdu povedla, su Aktuálně, 20 agosto 2008. URL consultato il 6 agosto 2020.
17. ↑   Georgi Lukov, Българското военно участие в чехословашките събития 1968 г. Материалът е изнесен пред Юбилейна научна конференция по случай 50 год. ЦВА, in Армия, държава, общество, Veliko Tărnovo, 2002.
18. 1 2 3 4  (EN) August 1968 – Victims of the Occupation, su Ústav pro studium totalitních režimů. URL consultato il 23 giugno 2011.
19. ↑  (RU) Советские потери 1968-го, su Radio Prague International, 23 ottobre 2010. URL consultato il 6 agosto 2020.
20. ↑  (RU) P. Vajl', В августе 68-го., su Российская газета, 20 agosto 2008. URL consultato il 6 agosto 2020.
21. ↑  (CS) Jak zemřeli vojáci armád při invazi '68: Bulhara zastřelili Češi, Sověti umírali na silnicích, su domaci.ihned.cz. URL consultato l'11 giugno 2016.
22. ↑  (EN) Warsaw Pact invasion of Czechoslovakia, su European Network Remembrance and Solidarity. URL consultato l'11 giugno 2016 (archiviato dall'url originale il 31 luglio 2017).
23. ↑  (EN) Global Security, Soviet occupation of Czechoslovakia, su Global Security, 27 aprile 2005. URL consultato il 19 gennaio 2007.
24. 1 2   Alvin Z. Rubinstein, Soviet foreign policy since World War II: Imperial and Global, Little Brown and company, 1985.
25. 1 2 3  (EN) 1955: Communist states sign Warsaw Pact, su BBC News, 14 maggio 1955. URL consultato il 27 maggio 2010.
26. ↑   Glenn Chafetz, Gorbachev, Reform, and the Brezhnev Doctrine: Soviet Policy Toward Eastern Europe, 1985–1990, Praeger Publishers, 30 aprile 1993, ISBN 978-0-275-94484-1.
27. ↑  Williams 1997, p. 170.
28. ↑  Williams 1997, p. 7.
29. ↑  Czech radio broadcasts 18–20 August 1968
30. ↑   Jiri Valenta, Soviet Intervention in Czechoslovakia, 1968: Anatomy of a Decision, Baltimore, MD, Johns Hopkins University Press, 1979.
31. ↑   Jiri Valenta, From Prague to Kabul, in International Security, vol. 5, 1980,  p. 117.
32. ↑   Mark Kramer, New Evidence from the Ukrainian Archives - Ukraine and the Soviet-Czechoslovak Crisis of 1968 (part 2) (PDF), in Cold War International History Project Bulletin, n. 14/15, 2004,  pp. 273-275. URL consultato il 2 agosto 2020 (archiviato dall'url originale il 19 ottobre 2014).
33. ↑  (EN) Dubcek’s Failings? The 1968 Warsaw Pact Invasion of Czechoslovakia, su thevieweast.wordpress.com. URL consultato il 6 agosto 2020.
34. 1 2  (EN) Czech Republic: 1968 Viewed From The Occupiers' Perspective, su Radio Free Europe/Radio Liberty.
35. ↑  Valenta (Fn. 7) 17
36. ↑  Dawisha (Fn. 6) 10
37. 1 2  (EN) Martin Novák, 1968: Bilateral meeting anticipated Soviet invasion, su Aktuálně.cz, 31 luglio 2008. URL consultato l'11 giugno 2016.
38. ↑   Jaromir Navratil, The Bratislava Declaration, August 3, 1968, in The Prague Spring 1968, Central European Press, 1998,  pp. 326-329.
39. 1 2  (EN) The Bratislava Meeting (PDF), in Keesing's Record of World Events, volume 14,  p. 22891. URL consultato l'11 giugno 2016.
40. 1 2 3 4 5  Williams 1997.
41. 1 2 3 4   Jaromír Navratíl et al., The Prague Spring 1968: A National Security Archive Documents Reader, Budapest, Central European University Press, 1998.
42. 1 2 3   H. Gordon Skilling, Czechoslovakia's Interrupted Revolution, Princeton, Princeton University Press, 1976.
43. 1 2 3   La stampa sovietica denuncia minacce revansciste di Bonn ai confini della Cecoslovacchia, in l'Unità, 21 agosto 1968,  pp. 1 e 12.
44. 1 2 3   Un grave annuncio da Praga: truppe sovietiche entrano in Cecoslovacchia (PDF), in l'Unità, 21 agosto 1968,  p. 1.
45. ↑  (EN) Russians march into Czechoslovakia, su The Times, 21 agosto 1968. URL consultato il 27 maggio 2010 (archiviato dall'url originale l'11 settembre 2008).
46. ↑   Jerzy Lukowski e Hubert Zawadzki, A Concise History of Poland, 2006.
47. ↑  (DE) NVA-Truppen machen Halt an der tschechoslowakischen Grenze, su Radio Prague International, 22 agosto 2008. URL consultato il 6 agosto 2020.
48. 1 2 3 4 5 6   Gli annunci di Praga e di Mosca (PDF), in Edizione straordinaria de l'Unità, 21 agosto 1968.
49. 1 2   Le motivazioni della Pravda sull'intervento militare, in Edizione straordinaria de l'Unità, 21 agosto 1968,  pp. 1 e 8.
50. ↑   John Keane, Vaclav Havel: A Political Tragedy in Six Acts, New York, Basic Books, 2000,  p. 213.
51. ↑   Erich Bertleff, Mit bloßen Händen – der einsame Kampf der Tschechen und Slowaken 1968, Verlag Fritz Molden.
52. ↑  Williams (Fn. 25) 42
53. ↑   Jiri Valenta, Could the Prague Spring Have Been Saved, in Orbis, vol. 35, 1991.
54. ↑  Valenta (Fn. 23) 599
55. ↑   Vladimir Kusin, From Dubcek to Charter 77, New York, St. Martin's Press, 1978,  p. 21.
56. ↑  (EN) The Man Who Said "No" to the Soviets, su nakedtourguideprague.com, 21 agosto 2015. URL consultato il 6 agosto 2020 (archiviato dall'url originale il 20 agosto 2017).
57. ↑  (EN) Leonid I. Brežnev, Brezhnev Doctrine, su Wikisource. URL consultato il 5 agosto 2020.
58. ↑  (EN) The Brezhnev Doctrine, 1968, su Internet History Sourcebooks, Fordham University. URL consultato il 5 agosto 2020.
59. ↑   Matthew J. Ouimet, The Rise and Fall of the Brezhnev Doctrine in Soviet Foreign Policy, The University of North Carolina Press, 2003,  p. 67, ISBN 978-0-8078-2740-6.
60. ↑  (RU) Lettera di Jurij Andropov al Comitato centrale riguardante la protesta (PDF), su psi.ece.jhu.edu, 5 settembre 1968 (archiviato dall'url originale il 22 febbraio 2020).
61. ↑  (RU, EN) Andropov to the Central Committee. The Demonstration in Red Square Against the Warsaw Pact Invasion of Czechoslovakia. 20 September 1968, su yale.edu (archiviato dall'url originale il 12 ottobre 2007).
62. 1 2  (EN) Maciej Drygas, Hear My Cry, su culture.pl, giugno 2007. URL consultato il 10 novembre 2014.
63. ↑  (EN) Czech Prime Minister Mirek Topolánek honoured the memory of Ryszard Siwiec, su Press Department of the Office of Czech Government, 20 febbraio 2007. URL consultato il 22 agosto 2008.
64. ↑  (PL) Usłyszcie mój krzyk! - przypominamy w 51 rocznicę samospalenia Ryszarda Siwca / film, su Solidarni2010. URL consultato il 6 agosto 2020.
65. 1 2 3 4  (RO) Lavinia Betea, Apoteoza lui Ceauşescu – 21 august 1968, su cultura, 27 dicembre 2012. URL consultato il 6 agosto 2020.
66. 1 2 3 4   Le reazioni nel mondo (PDF), in l'Unità (Edizione straordinaria), 21 agosto 1968.
67. 1 2 3   Sergio Mugnai, Ceausescu: piena solidarietà con il popolo cecoslovacco (PDF), in l'Unità, 22 agosto 1968,  p. 3.
68. ↑  (RO) Decret 765 04/09/1968, su Portal Legislativ, 4 settembre 1968. URL consultato il 6 agosto 2020.
69. ↑   Mark Allinson, Politics and Popular Opinion in East Germany, 1945–68, Manchester University Press, 2000,  pp. 149–150, ISBN 978-0-7190-5554-6.
70. ↑  (DE) Wolle Stefan, Die versäumte Revolte: Die DDR und das Jahr 1968, su bpb.de. URL consultato il 6 agosto 2020.
71. ↑  (EN) Luan Omari e Stefanaq Pollo, The History of the Socialist Construction of Albania (PDF), Tirana, 8 Nëntori, 1988,  pp. 287-288.
72. ↑  Ivi, p. 290.
73. 1 2 3 4 5 6 7 8 9  (EN) Situation in Czechoslovakia (PDF), su UN Security Council. URL consultato il 7 agosto 2020.
74. 1 2 3 4 5 6 7   Thomas M. Franck, Nation Against Nation: What Happened to the U.N. Dream and What the U.S. Can Do About It, New York, Oxford University Press, 1985, ISBN 978-0-19-503587-2.
75. 1 2  (EN) Words, words, words… The United Nations and the 1968 invasion, su Radio Prague International, 3 marzo 2012. URL consultato il 7 agosto 2020.
76. ↑  (EN) Charter of the United Nations - Chapter I: Purposes and Principles, su United Nations.
«Article 2, §7.
Nothing contained in the present Charter shall authorize the United Nations to intervene in matters which are essentially within the domestic jurisdiction of any state or shall require the Members to submit such matters to settlement under the present Charter; but this principle shall not prejudice the application of enforcement measures under Chapter Vll.»
77. ↑   Johnson sugli sviluppi della crisi cecoslovacca (PDF), in l'Unità, 22 agosto 1968,  p. 3.
78. ↑   Tito esprime la sua «profonda preoccupazione» (PDF), in l'Unità, 22 agosto 1968,  p. 3.
79. 1 2 3 4  (EN) Christopher Hitchens, The Verbal Revolution. How the Prague Spring broke world communism's main spring, su Slate, 25 agosto 2008. URL consultato il 2 gennaio 2015.
80. ↑   Un anno dopo - Parga è sola (PDF), su felicebesostri.it. URL consultato il 1º maggio 2022.
81. ↑  (EN) Kevin Devlin, Western CPs Condemn Invasion, Hail Prague Spring, su Open Society Archives. URL consultato il 10 novembre 2014 (archiviato dall'url originale il 20 agosto 2017).
82. ↑   Breve storia del KKE, su Partito Comunista di Grecia. URL consultato l'8 agosto 2020.
83. ↑  (EN) Czech-Finnish relations, su mzv.cz. URL consultato l'8 agosto 2020.
«The reform process in Czechoslovakia in 1968 brought about the more intensive interest of the Finnish public in the happenings in Czechoslovakia and it also speeded up the differentiation inside the Communist Party of Finland into so-called euro-communistic and dogmatic Stalinistic which has had a marginal minority. The occupation of Czechoslovakia was a shock; the Finnish press condemned the occupation. Relatively the most positive approach towards the occupation by belittling it came from the press of the Centre Party (former Agrarian Party) which was a power basis of the President Urho Kekkonen. The government of Finland did not take any official stand to the so-called Czechoslovak crisis.»
84. ↑  (EN) Erkki Tuomioja, The Effects of the Prague Spring in Europe, su tuomioja.org, 2008. URL consultato il 2 gennaio 2015.
85. ↑   'Dubcek, l'Ungheria oggi è con te', su la Repubblica, 12 agosto 1989. URL consultato l'8 agosto 2020.
86. ↑   Andrea Tarquini, 'Grazie, compagni magiari', su la Repubblica, 12 agosto 1989. URL consultato l'8 agosto 2020.
87. ↑   Tra applausi trionfanti il voto a Varsavia, su la Repubblica, 12 agosto 1989. URL consultato l'8 agosto 2020.
88. 1 2  (CS) Mirko Raduševič, Gorbačov o roce 1968: V životě jsem nezažil větší dilema, su Literární noviny. URL consultato il 6 agosto 2020 (archiviato dall'url originale il 23 agosto 2018).
89. ↑  (EN) Soviet, Warsaw Pact Call 1968 Invasion of Czechoslovakia a Mistake With AM-Czechoslovakia, Bjt, su Associated Press, 5 dicembre 1989. URL consultato il 2 giugno 2015.
90. ↑  (EN) Vincent J. Schodolski, Soviets: Prague Invasion Wrong, su Chicago Tribune, 5 dicembre 1989. URL consultato il 6 agosto 2020 (archiviato dall'url originale il 20 agosto 2017).
91. ↑  (EN) Rob Cameron, Putin: Russia bears "moral responsibility" for 1968 Soviet invasion, su Radio Prague International. URL consultato il 2 giugno 2015.
92. ↑  (RU) Путин признал ответственность России за подавление "Пражской весны" в 1968 году, su Deutsche Welle, 2 marzo 2006. URL consultato l'8 agosto 2020.
93. 1 2 3  (RU) Варшавский договор. Рассекреченные страницы, su Телеканал «Россия 1». URL consultato l'8 agosto 2020 (archiviato dall'url originale il 9 agosto 2020).
94. 1 2  (EN) Ladka Mortkowitz Bauerova e Lenka Ponikelska, Russian 1968 Prague Spring Invasion Film Angers Czechs, Slovaks, su Bloomberg, 1º giugno 2015. URL consultato il 6 agosto 2020.
95. ↑  (EN) Claire Bigg, 4 distortions about Russian history that the Kremlin is now promoting, su Business Insider. URL consultato il 7 luglio 2020.
96. ↑  (EN) Russian TV doc on 1968 invasion angers Czechs and Slovaks, su BBC News, 1º giugno 2015. URL consultato il 6 agosto 2020.
97. ↑  (EN) Russian Documentary On 'Helpful' 1968 Invasion Angers Czechs, su Radio Free Europe, 1º giugno 2015. URL consultato l'8 agosto 2020.
98. ↑  (EN) Statement of the Speaker of the Ministry of Foreign and European Affairs of the Slovak Republic on the documentary film of the Russian television about the 1968 invasion, su Ministry of Foreign and European Affairs of the Slovak Republic, 31 maggio 2015 (archiviato dall'url originale il 25 settembre 2015).
99. ↑  (EN) Fico to return to Moscow to meet Putin, Medvedev, su Prague Post, 1º giugno 2015 (archiviato dall'url originale il 1º aprile 2016).
100. ↑  (CS) Zeman: Ruská televize o roce 1968 lže, invaze byla zločin, su Novinky.cz. URL consultato il 6 agosto 2020 (archiviato dall'url originale il 20 agosto 2017).
«Takže ruská televize lže a žádný jiný komentář, než že je to novinářská lež, se k tomu říci nedá.»
101. ↑  (CS) Ministr Zaorálek si předvolal velvyslance Ruské federace, su Ministerstvo zahraničních věcí České republiky, 1º giugno 2015 (archiviato dall'url originale il 25 settembre 2015).
102. ↑  (CS) Zaorálek k sankčnímu seznamu: Takové zacházení s Čechy odmítáme, su Česká televize, 1º giugno 2015. URL consultato il 6 agosto 2020.
103. ↑  (CS) Neobjektivita škodí Rusku, napsal k dokumentu o srpnu 1968 ruský deník, su Novinky.cz, 2 giugno 2015. URL consultato il 6 agosto 2020 (archiviato dall'url originale il 21 agosto 2017).

### Ulteriori letture
- Demetrio Volcic, 1968. L'autunno di Praga, Palermo, Sellerio, 2018, ISBN 978-88-389-3806-1, SBN IEI0507759.